# Serra da Leba
La Serra da Leba è una catena montuosa situata nella Provincia di Huíla, in Angola, nell'Africa meridionale.
La catena è posizionata poco lontano dalla città di Lubango ed è apprezzata per le bellezze del paesaggio e l'elevazione. Una strada sinuosa  permette di attraversarla e raggiungere il Passo della Serra da Leba.